# Grand Prix de Denain 2021
Grand Prix de Denain 2021 var den 62. udgave af det franske cykelløb Grand Prix de Denain. Det godt 200 km lange linjeløb skulle efter planen havde været kørt den 18. marts 2021 med start og mål i Denain i departementet Nord, men blev pga. coronaviruspandemien udskudt til 21. september. Løbet var en del af UCI ProSeries 2021. Den oprindelige 62. udgave blev i 2020 aflyst på grund af coronaviruspandemien.

## Resultater
| \| Samlede stilling \| Samlede stilling \| Samlede stilling \| Samlede stilling \| Samlede stilling \| \| Rytter \| Rytter \| Hold \| Tid \| \| \| ---------------- \| ------------------- \| ---------------------------------- \| ---------------- \| ---------------- \| \| 1. \| Jasper Philipsen \| Alpecin-Fenix \| 4t 40' 44" \| \| \| 2. \| Jordi Meeus \| Bora-Hansgrohe \| + 0" \| \| \| 3. \| Ben Swift \| Ineos Grenadiers \| + 0" \| \| \| 4. \| Hugo Hofstetter \| Israel Start-Up Nation \| + 0" \| \| \| 5. \| Tom Van Asbroeck \| Israel Start-Up Nation \| + 0" \| \| \| 6. \| Arnaud Démare \| Groupama-FDJ \| + 0" \| \| \| 7. \| Kenneth Van Rooy \| Sport Vlaanderen-Baloise \| + 0" \| \| \| 8. \| Baptiste Planckaert \| Intermarché-Wanty-Gobert Matériaux \| + 0" \| \| \| 9. \| Piet Allegaert \| Cofidis \| + 0" \| \| \| 10. \| Jens Debusschere \| B&B Hotels p/b KTM \| + 0" \| \| |                     |                                    |            |
| |                     |                                    |            |
| Kilde: ProCyclingStats |                     |                                    |            |
| Samlede stilling |                     |                                    |            |
| Rytter | Rytter              | Hold                               | Tid        |
| 1. | Jasper Philipsen    | Alpecin-Fenix                      | 4t 40' 44" |
| 2. | Jordi Meeus         | Bora-Hansgrohe                     | + 0"       |
| 3. | Ben Swift           | Ineos Grenadiers                   | + 0"       |
| 4. | Hugo Hofstetter     | Israel Start-Up Nation             | + 0"       |
| 5. | Tom Van Asbroeck    | Israel Start-Up Nation             | + 0"       |
| 6. | Arnaud Démare       | Groupama-FDJ                       | + 0"       |
| 7. | Kenneth Van Rooy    | Sport Vlaanderen-Baloise           | + 0"       |
| 8. | Baptiste Planckaert | Intermarché-Wanty-Gobert Matériaux | + 0"       |
| 9. | Piet Allegaert      | Cofidis                            | + 0"       |
| 10. | Jens Debusschere    | B&B Hotels p/b KTM                 | + 0"       |

## Hold og ryttere
| UCI WorldTeams (8)- Ineos Grenadiers - AG2R Citroën Team - Bora-Hansgrohe - Cofidis - EF Education-Nippo - Groupama-FDJ - Intermarché-Wanty-Gobert Matériaux - Israel Start-Up Nation UCI ProTeams (9)- Alpecin-Fenix - Arkéa-Samsic - B&B Hotels p/b KTM - Bingoal Pauwels Sauces WB - Delko - Rally Cycling - Sport Vlaanderen-Baloise - TotalEnergies - Uno-X Pro Cycling Team UCI Kontinentalhold (2)- Xelliss-Roubaix Lille Métropole - Saint Michel-Auber 93 |
| |

### Danske ryttere
| Danske ryttere på startlisten |                 |                        |           |
| Rygnummer                     | Rytter          | Hold                   | Placering |
| 167                           | Julius Johansen | Uno-X Pro Cycling Team | 85        |

* DNF = gennemførte ikke

### Startliste
| Alpecin-Fenix AFC | Alpecin-Fenix AFC              | Alpecin-Fenix AFC |
| ----------------- | ------------------------------ | ----------------- |
| Nr.               | Rytter                         | Placering         |
| 1                 | Jasper Philipsen (BEL)         | 1.                |
| 2                 | Alexander Krieger (GER)        | 73.               |
| 3                 | Senne Leysen (BEL)             | DNF               |
| 4                 | Ayco Bastiaens (BEL)           | DNF               |
| 5                 | Scott Thwaites (GBR)           | DNF               |
| 6                 | Gianni Vermeersch (BEL)        | 49.               |
| 7                 | Guillaume Van Keirsbulck (BEL) | 67.               |

| Ineos Grenadiers IGD | Ineos Grenadiers IGD     | Ineos Grenadiers IGD |
| -------------------- | ------------------------ | -------------------- |
| Nr.                  | Rytter                   | Placering            |
| 11                   | Leonardo Basso (ITA)     | 59.                  |
| 12                   | Owain Doull (GBR)        | 28.                  |
| 13                   | Michał Kwiatkowski (POL) | 36.                  |
| 14                   | Luke Rowe (GBR)          | 48.                  |
| 15                   | Ben Swift (GBR)          | 3.                   |
| 16                   | Cameron Wurf (AUS)       | DNF                  |

| AG2R Citroën Team ACT | AG2R Citroën Team ACT | AG2R Citroën Team ACT |
| --------------------- | --------------------- | --------------------- |
| Nr.                   | Rytter                | Placering             |
| 21                    | Stan Dewulf (BEL)     | 31.                   |
| 22                    | Anthony Jullien (FRA) | 62.                   |
| 23                    | Alexis Gougeard (FRA) | DNF                   |
| 24                    | Oliver Naesen (BEL)   | 43.                   |
| 25                    | Michael Schär (SUI)   | 26.                   |
| 26                    | Damien Touzé (FRA)    | 23.                   |
| 27                    | Gijs Van Hoecke (BEL) | DNF                   |

| Bora-Hansgrohe BOH | Bora-Hansgrohe BOH  | Bora-Hansgrohe BOH |
| ------------------ | ------------------- | ------------------ |
| Nr.                | Rytter              | Placering          |
| 31                 | Martin Laas (EST)   | 82.                |
| 32                 | Jordi Meeus (BEL)   | 2.                 |
| 33                 | Anton Palzer (GER)  | DNF                |
| 34                 | Ide Schelling (NED) | DNF                |
| 35                 | Rüdiger Selig (GER) | 29.                |
| 36                 | Matthew Walls (GBR) | DNF                |
| 37                 | Ben Zwiehoff (GER)  | DNF                |

| Cofidis COF | Cofidis COF          | Cofidis COF |
| ----------- | -------------------- | ----------- |
| Nr.         | Rytter               | Placering   |
| 41          | Piet Allegaert (BEL) | 9.          |
| 42          | Fabio Sabatini (ITA) | DNF         |
| 43          | Tom Bohli (SUI)      | 79.         |
| 44          | Jempy Drucker (LUX)  | 77.         |
| 45          | Emmanuel Morin (FRA) | 78.         |
| 46          | Szymon Sajnok (POL)  | 58.         |
| 47          | Axel Zingle (FRA)    | 61.         |

| EF Education-Nippo EFN | EF Education-Nippo EFN      | EF Education-Nippo EFN |
| ---------------------- | --------------------------- | ---------------------- |
| Nr.                    | Rytter                      | Placering              |
| 51                     | Daniel Arroyave Cañas (COL) | 86.                    |
| 52                     | Julien El Fares (FRA)       | DNF                    |
| 53                     | Jens Keukeleire (BEL)       | DNF                    |
| 54                     | Sebastian Langeveld (NED)   | 70.                    |
| 55                     | Logan Owen (USA)            | DNF                    |
| 56                     | Thomas Scully (NZL)         | 69.                    |
| 57                     | Julius van den Berg (NED)   | 22.                    |

| Groupama-FDJ GFC | Groupama-FDJ GFC       | Groupama-FDJ GFC |
| ---------------- | ---------------------- | ---------------- |
| Nr.              | Rytter                 | Placering        |
| 61               | Arnaud Démare (FRA)    | 6.               |
| 62               | Clément Davy (FRA)     | 41.              |
| 63               | Olivier Le Gac (FRA)   | 37.              |
| 64               | Fabian Lienhard (SUI)  | 52.              |
| 65               | Jacopo Guarnieri (ITA) | DNF              |
| 66               | Ramon Sinkeldam (NED)  | 35.              |
| 67               | Miles Scotson (AUS)    | 39.              |

| Intermarché-Wanty-Gobert Matériaux IWG | Intermarché-Wanty-Gobert Matériaux IWG | Intermarché-Wanty-Gobert Matériaux IWG |
| -------------------------------------- | -------------------------------------- | -------------------------------------- |
| Nr.                                    | Rytter                                 | Placering                              |
| 71                                     | Aimé De Gendt (BEL)                    | 15.                                    |
| 72                                     | Théo Delacroix (FRA)                   | 76.                                    |
| 73                                     | Ludwig De Winter (BEL)                 | DNF                                    |
| 74                                     | Quinten Hermans (BEL)                  | 42.                                    |
| 75                                     | Wesley Kreder (NED)                    | 32.                                    |
| 76                                     | Baptiste Planckaert (BEL)              | 8.                                     |
| 77                                     | Taco van der Hoorn (NED)               | 27.                                    |

| Israel Start-Up Nation ISN | Israel Start-Up Nation ISN | Israel Start-Up Nation ISN |
| -------------------------- | -------------------------- | -------------------------- |
| Nr.                        | Rytter                     | Placering                  |
| 81                         | Rudy Barbier (FRA)         | DNF                        |
| 82                         | Jenthe Biermans (BEL)      | 84.                        |
| 83                         | Hugo Hofstetter (FRA)      | 4.                         |
| 84                         | Guy Sagiv (ISR)            | 81.                        |
| 85                         | Norman Vahtra (EST)        | 83.                        |
| 86                         | Tom Van Asbroeck (BEL)     | 5.                         |
| 87                         | Sep Vanmarcke (BEL)        | 44.                        |

| Arkéa-Samsic ARK | Arkéa-Samsic ARK       | Arkéa-Samsic ARK |
| ---------------- | ---------------------- | ---------------- |
| Nr.              | Rytter                 | Placering        |
| 91               | Amaury Capiot (BEL)    | 46.              |
| 92               | Daniel McLay (GBR)     | DNF              |
| 93               | Christophe Noppe (BEL) | 40.              |
| 94               | Łukasz Owsian (POL)    | 34.              |
| 95               | Clément Russo (FRA)    | 38.              |
| 96               | Connor Swift (GBR)     | 47.              |
| 97               | Bram Welten (NED)      | 13.              |

| B&B Hotels p/b KTM BBK | B&B Hotels p/b KTM BBK   | B&B Hotels p/b KTM BBK |
| ---------------------- | ------------------------ | ---------------------- |
| Nr.                    | Rytter                   | Placering              |
| 101                    | Frederik Backaert (BEL)  | 72.                    |
| 102                    | Bert De Backer (BEL)     | 24.                    |
| 103                    | Jens Debusschere (BEL)   | 10.                    |
| 104                    | Jérémy Lecroq (FRA)      | 21.                    |
| 105                    | Cyril Lemoine (FRA)      | 45.                    |
| 106                    | Luca Mozzato (ITA)       | 60.                    |
| 107                    | Jonas Vangenechten (BEL) | 55.                    |

| Bingoal Pauwels Sauces WB BWB | Bingoal Pauwels Sauces WB BWB | Bingoal Pauwels Sauces WB BWB |
| ----------------------------- | ----------------------------- | ----------------------------- |
| Nr.                           | Rytter                        | Placering                     |
| 111                           | Jonas Castrique (BEL)         | DNF                           |
| 112                           | Stanisław Aniołkowski (POL)   | DNF                           |
| 113                           | Boris Vallée (BEL)            | 64.                           |
| 114                           | Laurenz Rex (BEL)             | DNF                           |
| 115                           | Nathan Vandepitte (FRA)       | DNF                           |
| 116                           | Ludovic Robeet (BEL)          | 19.                           |
| 117                           | Tom Wirtgen (LUX)             | 18.                           |

| Delko DKO | Delko DKO                  | Delko DKO |
| --------- | -------------------------- | --------- |
| Nr.       | Rytter                     | Placering |
| 121       | Pierre Barbier (FRA)       | 57.       |
| 122       | Evaldas Šiškevicius (LTU)  | 68.       |
| 123       | Clément Carisey (FRA)      | DNF       |
| 124       | Eduard-Michael Grosu (ROU) | DNF       |
| 125       | August Jensen (NOR)        | 12.       |
| 126       | Dušan Rajović (SRB)        | 20.       |
| 127       | Julien Trarieux (FRA)      | 80.       |

| Rally Cycling RLY | Rally Cycling RLY       | Rally Cycling RLY |
| ----------------- | ----------------------- | ----------------- |
| Nr.               | Rytter                  | Placering         |
| 131               | Stephen Bassett (USA)   | DNF               |
| 132               | Robin Carpenter (USA)   | 50.               |
| 133               | Nickolas Zukowsky (CAN) | 14.               |
| 134               | Pier-André Côté (CAN)   | 51.               |
| 135               | Arvid de Kleijn (NED)   | DNF               |
| 136               | Adam de Vos (CAN)       | 33.               |
| 137               | Colin Joyce (USA)       | 74.               |

| Sport Vlaanderen-Baloise SVB | Sport Vlaanderen-Baloise SVB | Sport Vlaanderen-Baloise SVB |
| ---------------------------- | ---------------------------- | ---------------------------- |
| Nr.                          | Rytter                       | Placering                    |
| 141                          | Cedric Beullens (BEL)        | DNF                          |
| 142                          | Alex Colman (BEL)            | DNF                          |
| 143                          | Ruben Apers (BEL)            | DNF                          |
| 144                          | Lindsay De Vylder (BEL)      | DNF                          |
| 145                          | Jens Reynders (BEL)          | 11.                          |
| 146                          | Kenneth Van Rooy (BEL)       | 7.                           |
| 147                          | Ward Vanhoof (BEL)           | DNF                          |

| TotalEnergies TDE | TotalEnergies TDE          | TotalEnergies TDE |
| ----------------- | -------------------------- | ----------------- |
| Nr.               | Rytter                     | Placering         |
| 151               | Edvald Boasson Hagen (NOR) | 75.               |
| 152               | Thomas Bonnet (FRA)        | 65.               |
| 153               | Adrien Petit (FRA)         | 71.               |
| 154               | Geoffrey Soupe (FRA)       | 53.               |
| 155               | Émilien Jeannière (FRA)    | DNF               |
| 156               | Florian Maitre (FRA)       | 25.               |
| 157               | Dries Van Gestel (BEL)     | 66.               |

| Uno-X Pro Cycling Team UXT | Uno-X Pro Cycling Team UXT  | Uno-X Pro Cycling Team UXT |
| -------------------------- | --------------------------- | -------------------------- |
| Nr.                        | Rytter                      | Placering                  |
| 161                        | Erlend Blikra (NOR)         | DNF                        |
| 162                        | Kristoffer Halvorsen (NOR)  | DNF                        |
| 163                        | Jonas Abrahamsen (NOR)      | DNF                        |
| 164                        | Erik Nordsæter Resell (NOR) | 17.                        |
| 165                        | Daniel Hoelgaard (NOR)      | DNF                        |
| 166                        | Lars Saugstad (NOR)         | 30.                        |
| 167                        | Julius Johansen (DEN)       | 85.                        |

| Xelliss-Roubaix Lille Métropole XRL | Xelliss-Roubaix Lille Métropole XRL | Xelliss-Roubaix Lille Métropole XRL |
| ----------------------------------- | ----------------------------------- | ----------------------------------- |
| Nr.                                 | Rytter                              | Placering                           |
| 171                                 | Samuel Leroux (FRA)                 | 16.                                 |
| 172                                 | Mathias De Witte (BEL)              | DNF                                 |
| 173                                 | Dylan Kowalski (FRA)                | DNF                                 |
| 174                                 | Jordan Levasseur (FRA)              | DNF                                 |
| 175                                 | Maxime Urruty (FRA)                 | DNF                                 |
| 176                                 | Maximilien Picoux (BEL)             | DNF                                 |
| 177                                 | Jérémy Leveau (FRA)                 | DNF                                 |

| Saint Michel-Auber 93 AUB | Saint Michel-Auber 93 AUB  | Saint Michel-Auber 93 AUB |
| ------------------------- | -------------------------- | ------------------------- |
| Nr.                       | Rytter                     | Placering                 |
| 181                       | Romain Cardis (FRA)        | 56.                       |
| 182                       | Tony Hurel (FRA)           | DNF                       |
| 183                       | Flavien Maurelet (FRA)     | DNF                       |
| 184                       | Joris Delbove (FRA)        | DNF                       |
| 185                       | Jason Tesson (FRA)         | DNF                       |
| 186                       | Nicolas Debeaumarché (FRA) | 63.                       |
| 187                       | Morne van Niekerk (RSA)    | 54.                       |

| Alpecin-Fenix AFC | Alpecin-Fenix AFC              | Alpecin-Fenix AFC |
| ----------------- | ------------------------------ | ----------------- |
| Nr.               | Rytter                         | Placering         |
| 1                 | Jasper Philipsen (BEL)         | 1.                |
| 2                 | Alexander Krieger (GER)        | 73.               |
| 3                 | Senne Leysen (BEL)             | DNF               |
| 4                 | Ayco Bastiaens (BEL)           | DNF               |
| 5                 | Scott Thwaites (GBR)           | DNF               |
| 6                 | Gianni Vermeersch (BEL)        | 49.               |
| 7                 | Guillaume Van Keirsbulck (BEL) | 67.               |

| Ineos Grenadiers IGD | Ineos Grenadiers IGD     | Ineos Grenadiers IGD |
| -------------------- | ------------------------ | -------------------- |
| Nr.                  | Rytter                   | Placering            |
| 11                   | Leonardo Basso (ITA)     | 59.                  |
| 12                   | Owain Doull (GBR)        | 28.                  |
| 13                   | Michał Kwiatkowski (POL) | 36.                  |
| 14                   | Luke Rowe (GBR)          | 48.                  |
| 15                   | Ben Swift (GBR)          | 3.                   |
| 16                   | Cameron Wurf (AUS)       | DNF                  |

| AG2R Citroën Team ACT | AG2R Citroën Team ACT | AG2R Citroën Team ACT |
| --------------------- | --------------------- | --------------------- |
| Nr.                   | Rytter                | Placering             |
| 21                    | Stan Dewulf (BEL)     | 31.                   |
| 22                    | Anthony Jullien (FRA) | 62.                   |
| 23                    | Alexis Gougeard (FRA) | DNF                   |
| 24                    | Oliver Naesen (BEL)   | 43.                   |
| 25                    | Michael Schär (SUI)   | 26.                   |
| 26                    | Damien Touzé (FRA)    | 23.                   |
| 27                    | Gijs Van Hoecke (BEL) | DNF                   |

| Bora-Hansgrohe BOH | Bora-Hansgrohe BOH  | Bora-Hansgrohe BOH |
| ------------------ | ------------------- | ------------------ |
| Nr.                | Rytter              | Placering          |
| 31                 | Martin Laas (EST)   | 82.                |
| 32                 | Jordi Meeus (BEL)   | 2.                 |
| 33                 | Anton Palzer (GER)  | DNF                |
| 34                 | Ide Schelling (NED) | DNF                |
| 35                 | Rüdiger Selig (GER) | 29.                |
| 36                 | Matthew Walls (GBR) | DNF                |
| 37                 | Ben Zwiehoff (GER)  | DNF                |

| Cofidis COF | Cofidis COF          | Cofidis COF |
| ----------- | -------------------- | ----------- |
| Nr.         | Rytter               | Placering   |
| 41          | Piet Allegaert (BEL) | 9.          |
| 42          | Fabio Sabatini (ITA) | DNF         |
| 43          | Tom Bohli (SUI)      | 79.         |
| 44          | Jempy Drucker (LUX)  | 77.         |
| 45          | Emmanuel Morin (FRA) | 78.         |
| 46          | Szymon Sajnok (POL)  | 58.         |
| 47          | Axel Zingle (FRA)    | 61.         |

| EF Education-Nippo EFN | EF Education-Nippo EFN      | EF Education-Nippo EFN |
| ---------------------- | --------------------------- | ---------------------- |
| Nr.                    | Rytter                      | Placering              |
| 51                     | Daniel Arroyave Cañas (COL) | 86.                    |
| 52                     | Julien El Fares (FRA)       | DNF                    |
| 53                     | Jens Keukeleire (BEL)       | DNF                    |
| 54                     | Sebastian Langeveld (NED)   | 70.                    |
| 55                     | Logan Owen (USA)            | DNF                    |
| 56                     | Thomas Scully (NZL)         | 69.                    |
| 57                     | Julius van den Berg (NED)   | 22.                    |

| Groupama-FDJ GFC | Groupama-FDJ GFC       | Groupama-FDJ GFC |
| ---------------- | ---------------------- | ---------------- |
| Nr.              | Rytter                 | Placering        |
| 61               | Arnaud Démare (FRA)    | 6.               |
| 62               | Clément Davy (FRA)     | 41.              |
| 63               | Olivier Le Gac (FRA)   | 37.              |
| 64               | Fabian Lienhard (SUI)  | 52.              |
| 65               | Jacopo Guarnieri (ITA) | DNF              |
| 66               | Ramon Sinkeldam (NED)  | 35.              |
| 67               | Miles Scotson (AUS)    | 39.              |

| Intermarché-Wanty-Gobert Matériaux IWG | Intermarché-Wanty-Gobert Matériaux IWG | Intermarché-Wanty-Gobert Matériaux IWG |
| -------------------------------------- | -------------------------------------- | -------------------------------------- |
| Nr.                                    | Rytter                                 | Placering                              |
| 71                                     | Aimé De Gendt (BEL)                    | 15.                                    |
| 72                                     | Théo Delacroix (FRA)                   | 76.                                    |
| 73                                     | Ludwig De Winter (BEL)                 | DNF                                    |
| 74                                     | Quinten Hermans (BEL)                  | 42.                                    |
| 75                                     | Wesley Kreder (NED)                    | 32.                                    |
| 76                                     | Baptiste Planckaert (BEL)              | 8.                                     |
| 77                                     | Taco van der Hoorn (NED)               | 27.                                    |

| Israel Start-Up Nation ISN | Israel Start-Up Nation ISN | Israel Start-Up Nation ISN |
| -------------------------- | -------------------------- | -------------------------- |
| Nr.                        | Rytter                     | Placering                  |
| 81                         | Rudy Barbier (FRA)         | DNF                        |
| 82                         | Jenthe Biermans (BEL)      | 84.                        |
| 83                         | Hugo Hofstetter (FRA)      | 4.                         |
| 84                         | Guy Sagiv (ISR)            | 81.                        |
| 85                         | Norman Vahtra (EST)        | 83.                        |
| 86                         | Tom Van Asbroeck (BEL)     | 5.                         |
| 87                         | Sep Vanmarcke (BEL)        | 44.                        |

| Arkéa-Samsic ARK | Arkéa-Samsic ARK       | Arkéa-Samsic ARK |
| ---------------- | ---------------------- | ---------------- |
| Nr.              | Rytter                 | Placering        |
| 91               | Amaury Capiot (BEL)    | 46.              |
| 92               | Daniel McLay (GBR)     | DNF              |
| 93               | Christophe Noppe (BEL) | 40.              |
| 94               | Łukasz Owsian (POL)    | 34.              |
| 95               | Clément Russo (FRA)    | 38.              |
| 96               | Connor Swift (GBR)     | 47.              |
| 97               | Bram Welten (NED)      | 13.              |

| B&B Hotels p/b KTM BBK | B&B Hotels p/b KTM BBK   | B&B Hotels p/b KTM BBK |
| ---------------------- | ------------------------ | ---------------------- |
| Nr.                    | Rytter                   | Placering              |
| 101                    | Frederik Backaert (BEL)  | 72.                    |
| 102                    | Bert De Backer (BEL)     | 24.                    |
| 103                    | Jens Debusschere (BEL)   | 10.                    |
| 104                    | Jérémy Lecroq (FRA)      | 21.                    |
| 105                    | Cyril Lemoine (FRA)      | 45.                    |
| 106                    | Luca Mozzato (ITA)       | 60.                    |
| 107                    | Jonas Vangenechten (BEL) | 55.                    |

| Bingoal Pauwels Sauces WB BWB | Bingoal Pauwels Sauces WB BWB | Bingoal Pauwels Sauces WB BWB |
| ----------------------------- | ----------------------------- | ----------------------------- |
| Nr.                           | Rytter                        | Placering                     |
| 111                           | Jonas Castrique (BEL)         | DNF                           |
| 112                           | Stanisław Aniołkowski (POL)   | DNF                           |
| 113                           | Boris Vallée (BEL)            | 64.                           |
| 114                           | Laurenz Rex (BEL)             | DNF                           |
| 115                           | Nathan Vandepitte (FRA)       | DNF                           |
| 116                           | Ludovic Robeet (BEL)          | 19.                           |
| 117                           | Tom Wirtgen (LUX)             | 18.                           |

| Delko DKO | Delko DKO                  | Delko DKO |
| --------- | -------------------------- | --------- |
| Nr.       | Rytter                     | Placering |
| 121       | Pierre Barbier (FRA)       | 57.       |
| 122       | Evaldas Šiškevicius (LTU)  | 68.       |
| 123       | Clément Carisey (FRA)      | DNF       |
| 124       | Eduard-Michael Grosu (ROU) | DNF       |
| 125       | August Jensen (NOR)        | 12.       |
| 126       | Dušan Rajović (SRB)        | 20.       |
| 127       | Julien Trarieux (FRA)      | 80.       |

| Rally Cycling RLY | Rally Cycling RLY       | Rally Cycling RLY |
| ----------------- | ----------------------- | ----------------- |
| Nr.               | Rytter                  | Placering         |
| 131               | Stephen Bassett (USA)   | DNF               |
| 132               | Robin Carpenter (USA)   | 50.               |
| 133               | Nickolas Zukowsky (CAN) | 14.               |
| 134               | Pier-André Côté (CAN)   | 51.               |
| 135               | Arvid de Kleijn (NED)   | DNF               |
| 136               | Adam de Vos (CAN)       | 33.               |
| 137               | Colin Joyce (USA)       | 74.               |

| Sport Vlaanderen-Baloise SVB | Sport Vlaanderen-Baloise SVB | Sport Vlaanderen-Baloise SVB |
| ---------------------------- | ---------------------------- | ---------------------------- |
| Nr.                          | Rytter                       | Placering                    |
| 141                          | Cedric Beullens (BEL)        | DNF                          |
| 142                          | Alex Colman (BEL)            | DNF                          |
| 143                          | Ruben Apers (BEL)            | DNF                          |
| 144                          | Lindsay De Vylder (BEL)      | DNF                          |
| 145                          | Jens Reynders (BEL)          | 11.                          |
| 146                          | Kenneth Van Rooy (BEL)       | 7.                           |
| 147                          | Ward Vanhoof (BEL)           | DNF                          |

| TotalEnergies TDE | TotalEnergies TDE          | TotalEnergies TDE |
| ----------------- | -------------------------- | ----------------- |
| Nr.               | Rytter                     | Placering         |
| 151               | Edvald Boasson Hagen (NOR) | 75.               |
| 152               | Thomas Bonnet (FRA)        | 65.               |
| 153               | Adrien Petit (FRA)         | 71.               |
| 154               | Geoffrey Soupe (FRA)       | 53.               |
| 155               | Émilien Jeannière (FRA)    | DNF               |
| 156               | Florian Maitre (FRA)       | 25.               |
| 157               | Dries Van Gestel (BEL)     | 66.               |

| Uno-X Pro Cycling Team UXT | Uno-X Pro Cycling Team UXT  | Uno-X Pro Cycling Team UXT |
| -------------------------- | --------------------------- | -------------------------- |
| Nr.                        | Rytter                      | Placering                  |
| 161                        | Erlend Blikra (NOR)         | DNF                        |
| 162                        | Kristoffer Halvorsen (NOR)  | DNF                        |
| 163                        | Jonas Abrahamsen (NOR)      | DNF                        |
| 164                        | Erik Nordsæter Resell (NOR) | 17.                        |
| 165                        | Daniel Hoelgaard (NOR)      | DNF                        |
| 166                        | Lars Saugstad (NOR)         | 30.                        |
| 167                        | Julius Johansen (DEN)       | 85.                        |

| Xelliss-Roubaix Lille Métropole XRL | Xelliss-Roubaix Lille Métropole XRL | Xelliss-Roubaix Lille Métropole XRL |
| ----------------------------------- | ----------------------------------- | ----------------------------------- |
| Nr.                                 | Rytter                              | Placering                           |
| 171                                 | Samuel Leroux (FRA)                 | 16.                                 |
| 172                                 | Mathias De Witte (BEL)              | DNF                                 |
| 173                                 | Dylan Kowalski (FRA)                | DNF                                 |
| 174                                 | Jordan Levasseur (FRA)              | DNF                                 |
| 175                                 | Maxime Urruty (FRA)                 | DNF                                 |
| 176                                 | Maximilien Picoux (BEL)             | DNF                                 |
| 177                                 | Jérémy Leveau (FRA)                 | DNF                                 |

| Saint Michel-Auber 93 AUB | Saint Michel-Auber 93 AUB  | Saint Michel-Auber 93 AUB |
| ------------------------- | -------------------------- | ------------------------- |
| Nr.                       | Rytter                     | Placering                 |
| 181                       | Romain Cardis (FRA)        | 56.                       |
| 182                       | Tony Hurel (FRA)           | DNF                       |
| 183                       | Flavien Maurelet (FRA)     | DNF                       |
| 184                       | Joris Delbove (FRA)        | DNF                       |
| 185                       | Jason Tesson (FRA)         | DNF                       |
| 186                       | Nicolas Debeaumarché (FRA) | 63.                       |
| 187                       | Morne van Niekerk (RSA)    | 54.                       |